# Blair Underwood
Pour les articles homonymes, voir Underwood.
Blair Underwood, né le 25 août 1964 à Tacoma, Washington (États-Unis) est un acteur, producteur et réalisateur américain.

## Biographie
Blair Underwood a joué dans plusieurs séries télévisées américaines dont Sex and the City, Dirty Sexy Money (le rôle de Simon Elder) et The Event (il joue le président Martinez).

## Filmographie

### Acteur

#### Cinéma
- 1985 : Krush Groove de Michael Schultz : Russell Walker
- 1992 : The Second Coming (court métrage) de lui-même : Jésus
- 1993 : La Revanche de Jesse Lee (Posse) de Mario Van Peebles : Carver
- 1995 : Juste Cause (Just Cause) d'Arne Glimcher : Bobby Earl
- 1996 : Le Prix à payer (Set It Off) de F. Gary Gray : Keith Weston
- 1997 : Bienvenue à Gattaca (Gattaca) d'Andrew Nicoll : généticien
- 1998 : Sacrifié (Asunder) de Tim Reid : Chance Williams
- 1998 : Deep Impact de Mimi Leder : Mark Simon
- 2000 : L'Enfer du devoir (Rules of Engagement) de William Friedkin : Capitaine Lee
- 2002 : Final Breakdown de Jeffrey W. Byrd : Détective Harris
- 2002 : G de Christopher Scott Cherot : Chip Hightower
- 2002 : Full Frontal de Steven Soderbergh : Nicholas / Calvin
- 2003 : Le Truand de Malibu (Malibu's Most Wanted) de John Whitesell : Tom Gibbons
- 2004 : Fronterz de Coutrney G. Jones
- 2004 : How Did It Feel? de Daniel Faraldo (it)
- 2004 : Do Geese See God? (court métrage) de David Slade : l'Homme
- 2005 : Straight Out of Compton 2 : Hen
- 2005 : The Golden Blaze (vidéo) de Bryon E. Carson : Gregory Fletcher / The Golden Blaze (voix)
- 2006 : Something New de Sanaa Hamri : Mark
- 2006 : Affaire de femmes (Madea's Family Reunion) de Tyler Perry : Carlos Armstrong
- 2007 : The Hit de Ryan Combs : Henry Alabaster
- 2009 : Weather Girl de Blayne Weaver : Fitz (non crédité au générique)
- 2010 : I Will Follow d'Ava DuVernay : Evan
- 2011 : Le Jour où je l'ai rencontrée (The Art of Getting By) de Gavin Wiesen : Principal Martinson
- 2012 : Woman Thou Art Loosed : On the 7th Day de Neema Barnette : David Ames
- 2018 : The After Party de Ian Edelman : le sergent Martin Ellison
- 2019 : Juanita de Clark Johnson : lui-même
- 2020 : Bad Hair de Justin Simien : Amos Bludso
- 2020 : Really Love d'Angel Kristi Williams : Jerome Richmond
- 2023 : Origin d'Ava DuVernay :
- 2024 : Longlegs d'Oz Perkins : agent Carter
- 2025 : One Spoon of Chocolate de RZA

#### Télévision
- 1985 : On ne vit qu'une fois (One Life to Live) : Bobby Blue
- 1986 : Downtown (en) : Terry Corsaro
- 1986-1994 : La Loi de Los Angeles (L.A. Law) : Jonathan Rollins
- 1989 : Liberian Girl (clip) : Lui-même
- 1989 : Mannequin sous haute protection (The Cover Girl and the Cop) : Horace Bouchet
- 1990 : Murder in Mississippi (en) : James Chaney
- 1990 : Heat Wave : Bob Richardson
- 1993 : Story of a People : Host
- 1993 : Father & Son: Dangerous Relations : Jared Williams
- 1996 : La Couleur du baseball (Soul of the Game) : Jackie Robinson
- 1996 : Jury en otage (Mistrial) : Lieutenant C. Hodges
- 1996 : High Incident : Officier Michael Rhoades
- 1998 : Mama Flora's Family : Willie
- 1999 : L'Arbre à souhaits (The Wishing Tree) : Magic Man
- 2000 : City of Angels : Dr Ben Turner
- 2003-2004: Sex and the City : Dr Robert Leeds
- 2004 : Fatherhood : Dr Arthur Bindlebeep
- 2005 : LAX : Roger De Souza
- 2006 : Opération Hadès (Covert One: The Hades Factor) : Palmer Addison
- 2006 : Company Town de Thomas Carter (téléfilm) : Tom Wilson
- 2007 : New York, unité spéciale (saison 8, épisode 11) : Miles Sennet
- 2007-2008 : Dirty Sexy Money : Simon Elder
- 2008 : En analyse (In Treatment) : Alex (le mardi)
- 2010 : The Event : Président Elias Martinez
- 2013 : Ironside : Robert Ironside
- 2015-2016 : Marvel : Les Agents du SHIELD : Dr Andrew Garner (saison 2 et 3)
- 2016 : The Good Wife : Harry Dargis (Saison 7, épisode 17)
- 2016-2018 : Quantico : Owen Hall (saison 2 et 3)
- 2019 : When They See Us : Bobby Burns
- 2020 : Self Made : Charles Joseph Walker
- 2020 : Your Honor : Roland Carter
- 2021 : American Crime Story : Vernon Jordan (saison 3)
- 2021 : Love Life : Leon Hines

### Producteur
- 1993 : Father & Son: Dangerous Relations (TV)

### Réalisateur
- 1992 : The Second Coming